# San Antonio (Chile)
San Antonio es una comuna y ciudad costera de la zona central de Chile, capital de la provincia de San Antonio, Región de Valparaíso. Es el puerto con mayor movimiento de contenedores y junto al área urbana de las comunas de Cartagena y Santo Domingo, conforma la Conurbación San Antonio. La ciudad se divide a su vez en varias localidades o sectores, siendo las más conocidas Llolleo, Barrancas, centro, El Tranque, Las Dunas, Cementerio, Placilla, La Campiña, La Viuda, Tejas Verdes, La Juan Aspee, Villa Italia, Cerro El Carmen, San Juan, Lo Gallardo, Malvilla, Alto Mirador y la Población 30 de Marzo.

## Historia

### Periodo agroalfarero temprano
Los primeros habitantes que se asentaron en lo que hoy es el actual territorio de la provincia de San Antonio, fueron el Horizonte cultural Bato y el Complejo Cultural Llolleo. La cultura El Bato se ubicó alrededor de la laguna El Peral, en Las Cruces.
El Complejo Cultural de Llolleo entre lo que es actualmente San Juan y Lo Gallardo sus viviendas eran de material ligero y sus habitantes varones eran de 1,60 m y las mujeres de 1,50 m de altura.
De ambas cultura se han realizados importantes hallazgos en esteros y en antiguas tumbas. El Bato data del año 320 años a. C. y finaliza en el 500 d. C., mientras que el de Llolleo entre 110 y 140 d. C. hasta el año 900 d. C. 
Posteriormente surgió en el período alfarero tardío la cultura Aconcagua que surgió en el año 900 d. C. hasta el 1470 d. C. . Esta cultura fue la última que tuvo la provincia de San Antonio.

### Cultura rapel

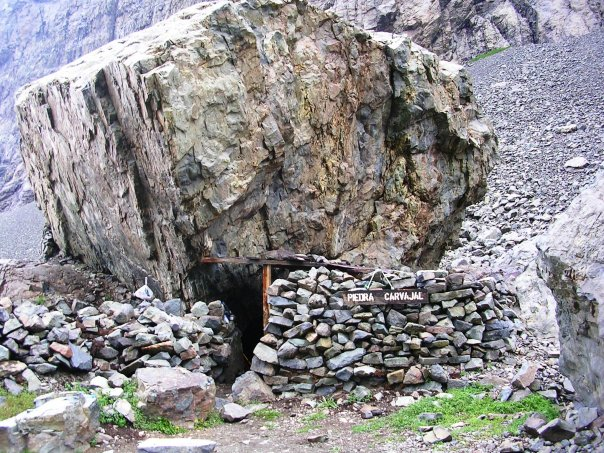
Casa Piedra Carvajal, originada en la Cultura Aconcagua.

La cultura Aconcagua se extendía por toda la zona litoral comprendida por los balnearios de Algarrobo, El Quisco, Llolleo, El Tabo, Las Cruces, Rocas de Santo Domingo, Cartagena y el área de El Convento y Tejas Verdes, haciéndose hallagos al respecto en toda esta línea.Parte de su cerámica es llamada comúnmente Tipo Aconcagua Salmón por ser de un notorio color anarajado con pintura negra en su decoración, y pertenece al período Agroalfarero Tardío de la región, por entre el 800 y el 1470 , produciendo principalmente piezas como pucos o escudillas, en cuya cara externa es frecuente la decoración representando la figura de un "Trinacrio", triskelion elaborado en colores negros.

### Dominación inca
Esta zona formó parte del Imperio inca, específicamente del Collasuyo. Con el objeto de asegurar su dominación y de introducir las costumbres incaicas, los soberanos incas establecieron numerosas colonias de mitimaes, es decir, de agricultores y artesanos pacíficos, traídos de diversas partes de su Imperio: aymaras, quechuas, atacameños, etc. Estos pobladores extranjeros dieron origen a numerosos caseríos, cuyos nombres recuerdan los de su lugar de procedencia: Limache (gente de Rímac o Lima), Collahue (lugar de collas o aymaras), Pomaire y muchos otros de origen atacameño.
Esta sección iba entre los mitimaes de Quillota (del Quechua quillu (angosto) y ta (risueño), términos que caracterizan el valle) y Talagante La zona de Casablanca y el Quisco estaba muy cerca del paso de la ruta costera de los Caminos del Inca. En Casablanca, el tramo de los Caminos del Inca que cruza el estero en Las Dichas, se ha conservado con el nombre de Camino de los Polleros (nombre fue derivado de que los soldados incaicos tenían como uniforme la Pulla), el cual interseca el camino Casablanca -Algarrobo (Chile) en el camino actual a Lagunillas y Lo Abarca. 
Los vestidos de los soldados incaicos estaban hechos de Pulla Pulla Zephyranthes párvula Killip. Planta anual de la familia de las Amaryllidaceaes, propia de provincias altoandinas, de flores vistosas que florecen en primavera. Es considerada como indicadora del buen o mal año agrícola.
El Camino pasaba de Limache a Lo Orozco, de ahí a Las Dichas, de ahí al Portezuelo de Ibacache, terminando en Talagante donde existía otro Mitimae. El año 1430, el Inca Túpac Yupanqui, inició una gran campaña militar que culminó con el establecimiento de una frontera en el río Maule. Ilabe, uno de los súbditos incas que comandó las fuerzas invasoras, se estableció en el valle Picunche de Llollehue, entre el río Maipo y el Mapocho y decidió fundar una colonia y un pukára, tarea que confío a su hijo Tala Canta Inca Ilabe (En aimara, tala significa hechicero y canta significa lazo; (“Lazo del hechicero”) en la zona entre el río Maipo y el río Mapocho. Tala Canta Ilabe poseyó autoridad para nombrar curacas o gobernadores, a la vez dependía del Inca del Cusco, su mandato fue fructífero pues pudo establecer el sistema social, político y económico característico del imperio de los Incas, hacer repartos de tierra, de propiedad comunitaria e iniciar las construcciones de obras de bien común, como caminos, graneros para guardar los frutos de las cosechas y la construcción de las viviendas. La producción agrícola y ganadera logró tal desarrollo que permitió remitir alimentos hacia los pukarás del norte.

### Conquista española
El español Gómez de Alvarado y Contreras en el siglo XVI, fue el primer navegante europeo que bordeó esta zona. Posteriormente, cuando el conquistador de Chile, Pedro de Valdivia se instala en Santiago, en estas costas radicaban indígenas pertenecientes a la cultura Aconcagua, Huechún y Millacura.
El primer europeo que se adentró en estas tierras, la actual ciudad de Sanoyo, fue el portugués Antonio Núñez de Fonseca, aproximadamente entre 1575 y 1590. Al morir hereda estas tierras a su hija María Núñez de Fonseca, casada con el capitán Pedro de Recalde.
Durante el siglo XVII aparece como dueño de la estancia de San Antonio el capitán don Juan de Gallardo y Lisperguer, cuyo apellido y descendientes darán el nombre a la localidad de San Antonio, denominada Lo Gallardo, en terrenos cuyo cacique había sido el renombrado don Bartolomé.

### Crecimiento del puerto

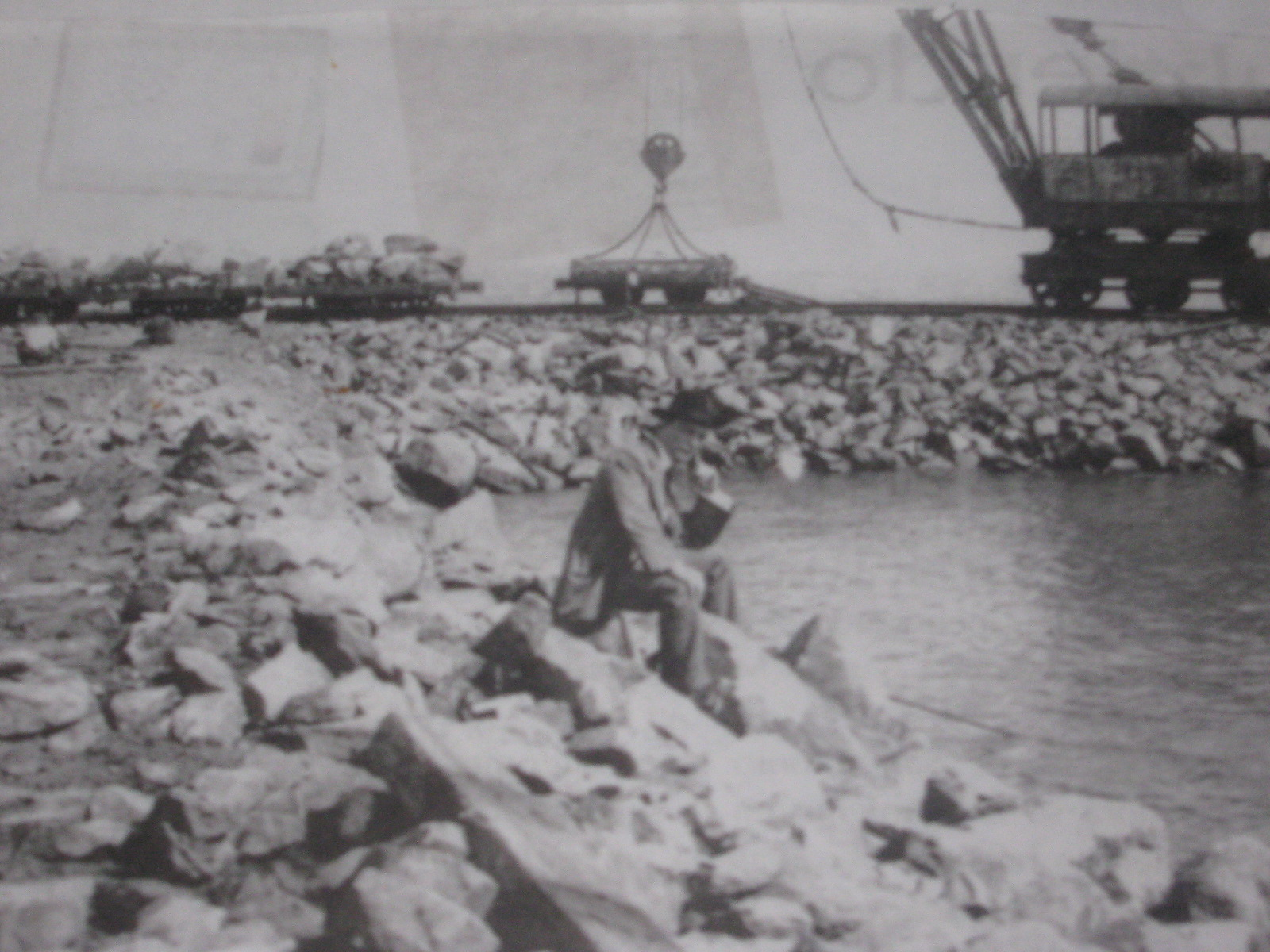
Inicios del puerto de San Antonio.

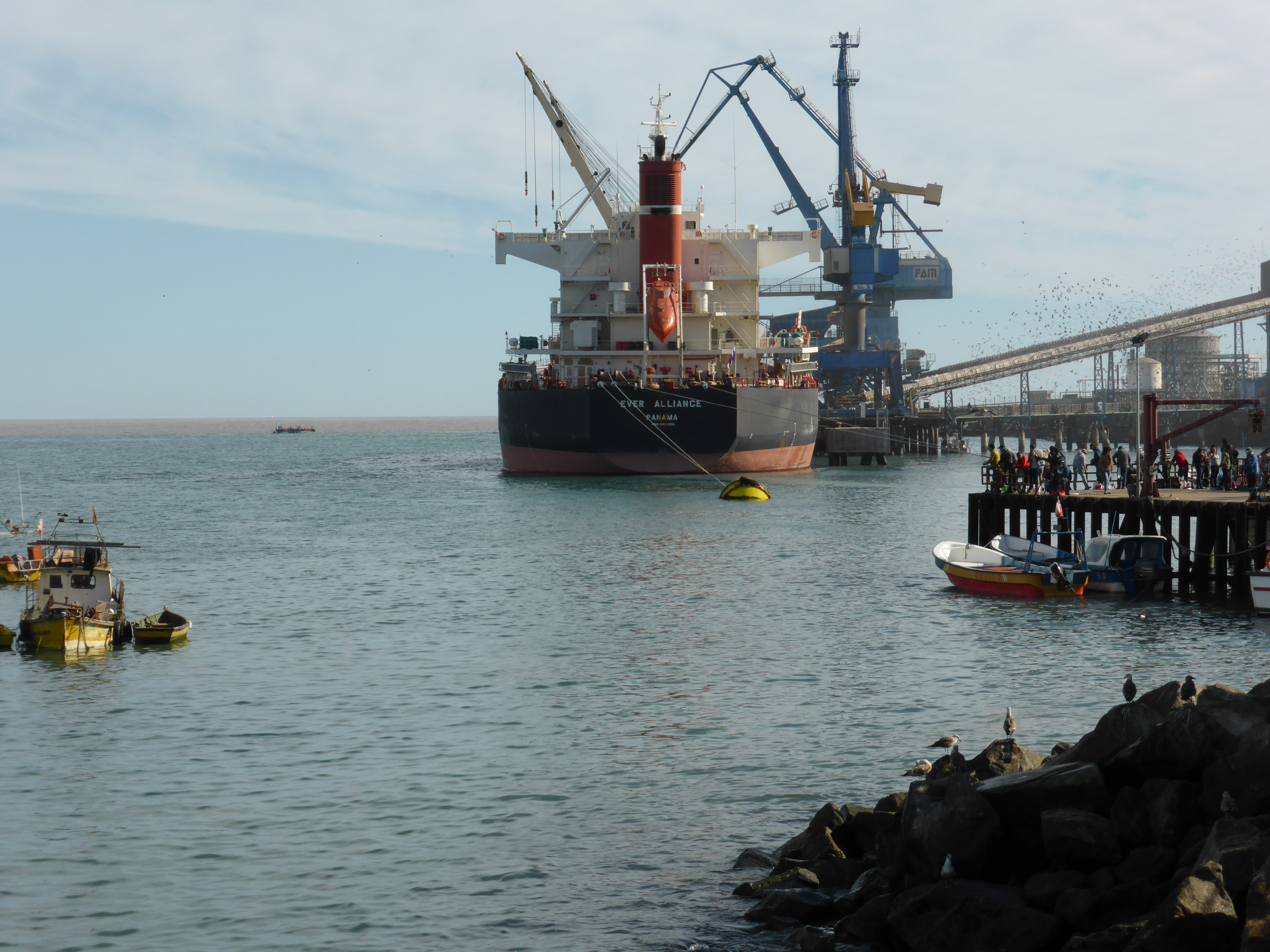
Buque granelero Ever Alliance, con bandera de Panamá, descargando en el puerto de San Antonio, en el terminal Puerto Panul.

Hacia el siglo XX, aparecen como dueños de esta zona los García Huidobro. Con sucesivas ventas y donaciones de terrenos, ellos dieron origen a las localidades de Barrancas, Llolleo, Tejas Verdes y otras.
La importancia de San Antonio, como puerto, se originó en la Guerra Chileno-Española, en 1865. Como los muelles y bodegas de Valparaíso habían sido destruidas por un bombardeo español, no hubo otra opción que usar San Antonio como puerto principal. La pujanza del pueblo y su puerto fue notoria, y en 1880 se inauguró un tranvía tirado por caballos (carros de sangre). Aunque de efímera duración, San Antonio, después de Valparaíso, fue el primer puerto de Chile en tener un tranvía, precediendo incluso a Iquique que lo obtuvo en 1885.
San Antonio es considerado como ciudad desde el 14 de enero de 1850, bajo decreto del Presidente don Manuel Bulnes, y es consolidada como capital de comuna el 22 de diciembre de 1891. siendo su capital la ciudad homónima, jamás fundada y el 6 de mayo de 1894, se constituía la primera junta edilicia, cuando su I. Municipalidad celebró su primera sesión y eligió como su primer alcalde a don Segundo Plaza Poblete.
El primer municipio se constituía así con José Segundo Plaza (1894–1897) como el primer primer alcalde (sic), acompañado de los regidores Juan Álvarez, Alberto Barros, Alfredo Cerda, Bernabé Cerda, Agustín Dalacon, Pedro Antonio Moyano, Pedro Javier Olate y José Véliz Valdés.
El puerto de la ciudad comenzó a ser construido en 1910 y el 5 de mayo de 1912 el presidente Ramón Barros Luco instaló la primera piedra de la obras del puerto

San Antonio Puerto viejo (648 hab.), puerto con bahía de ancho frente, pero con fondeadero reducido y expuesto a los vientos del sur, hacia cuyo lado se ha formado un banco de las arenas que arrastra en su desembocadura el río Maipo, que desemboca a 3 millas al sur de la población. La población se halla al Noreste del puerto y a la entrada de un angosto valle, siguiendo las sinuosidades del terreno.  Abunda en viveres y el agua se obtiene haciendo cacimbas cerca de la playa. San Antonio dista 57 km al oeste de Melipilla y 7 km de Cartagena y está a los 33º37’ de latitud sur se encuentra San Antonio de las Bodegas o Puerto Nuevo de San Antonio. San Antonio o Puerto nuevo  (117 hab.), cuya pequeña población se presenta en las inflexiones del terreno de la costa a1 sur de la bahia. Dista 2 km de Cartagena. Este puerto está situado en 10s 33º34’13” de latitud Sur y 71º37’33” de longitud oeste Cartajena (423 habitante), en el rincón W. E, de San Antonio de las Bodegas, a 2 km de distancia; tiene más de 200 casas y otras habitaciones que se arriendan en la temporada de baños de mar. Está a 50 km de Melipilla.
Diccionario Geográfico de Chile de 1897 

### Época contemporánea
En 1960 se registraban 48.408 habitantes, la distribución de estos estaba distribuido en el siguiente esquema:
| Población 1960 | N° Habitantes |
| -------------- | ------------- |
| Cerro Antiguo  | 2140          |
| Cerro Alegre   | 2035          |
| Puente Arévalo | 3670          |
| Miramar        | 1700          |
| Barrancas      | 8850          |
| Centro cívico  | 1780          |
| Juan Aspée     | 3300          |
| San Pedro      | 1100          |
| Centro Llolleo | 5700          |
| Llolleo        | 9955          |
| Lo Gallardo    | 1137          |
| Cartagena      | 4777          |

En la década de 1970, la Regionalización implica grandes cambios para la comuna, ya que el antiguo Departamento de San Antonio deja de formar parte de la provincia de Santiago, para constituirse en la provincia de San Antonio y pasar a ser de la Región de Valparaíso.

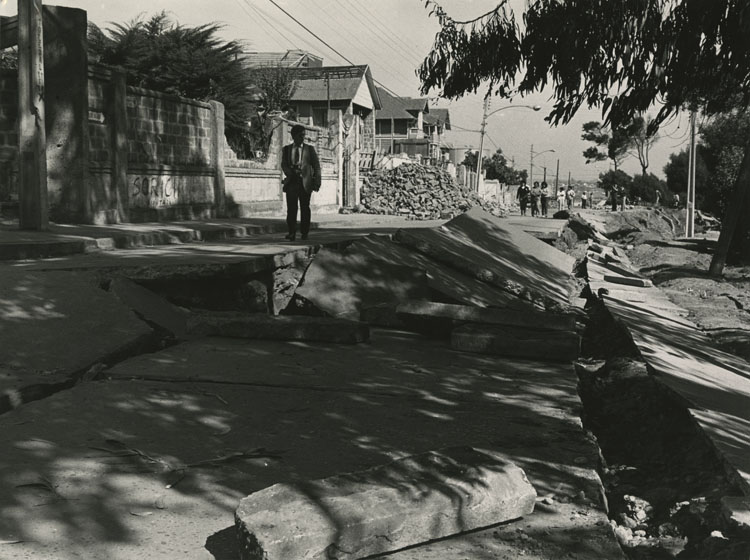
Calle destruida por el terremoto de 1985

San Antonio fue uno de los lugares más afectados por el terremoto de 3 de marzo de 1985, que provocó graves daños en el puerto, y derrumbó el puente sobre el río Maipo que da acceso a la ciudad por el sur.
En él año 1999 se construye la Torre Bioceánica, convirtiéndose en el edificio más alto y moderno de la ciudad. En materia de obras viales, en el año 2007 se inauguró la primera etapa del enlace Nuevo Acceso al puerto, consistente en un túnel que permite el paso de camiones provenientes de la Autopista del Sol directamente al puerto sin necesidad de entrar a la ciudad. La segunda etapa correspondiente al By pass que conecta la avenida Chile (Llolleo) con gran parte de la comunidad de las Dunas en Barrancas. Con algunos de estos proyectos y otros darán mayor accesibilidad y modernidad a esta ciudad, que se inspira y proyecta con gran futuro en la costa del Pacífico Sur. También hay modernas oficinas de servicios y supermercados.

## Geografía

### Geomorfología

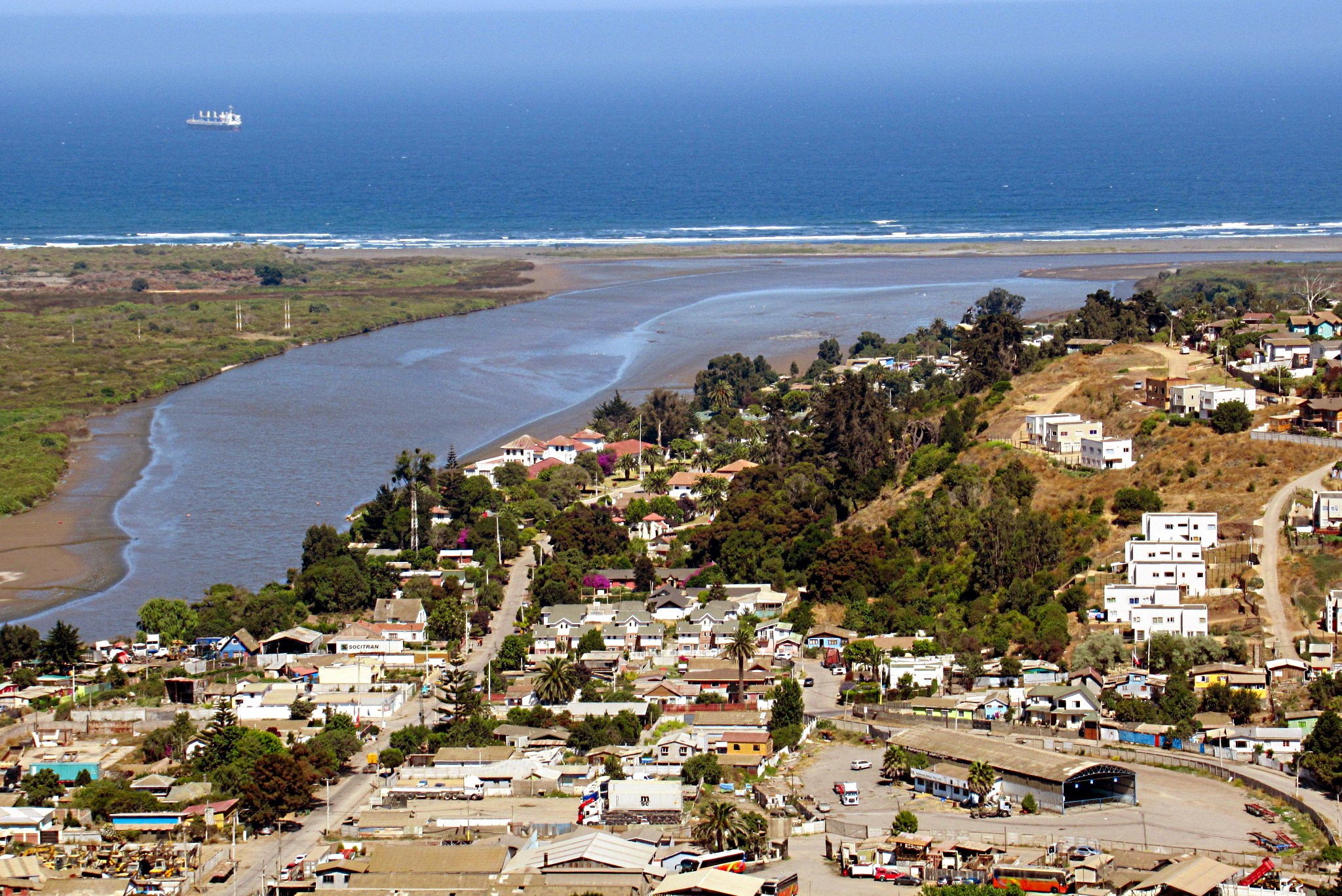
La desembocadura del río Maipo en Llolleo.

La comuna de San Antonio se encuentra emplazada en las unidades geomorfológicas de Planicie marina o fluviomarina, Cuenca granítica marginal y Cordillera de la costa; y está emplazada sobre lomajes y dunas costeras, inmediatamente al norte de la desembocadura del río Maipo. 

### Clima
Presenta según la clasificación climática de Köppen clima mediterráneo de lluvia invernal (Csb) y clima mediterráneo de lluvia invernal e influencia costera (Csb (i)). La temperatura media anual es de 13,5 °C con temperaturas medias de 20 °C en enero y de 7 °C en julio. Las precipitaciones en promedio son de 325 mm al año, siendo junio el mes más lluvioso con un promedio de 80 mm.
| Parámetros climáticos promedio de San Antonio | Parámetros climáticos promedio de San Antonio | Parámetros climáticos promedio de San Antonio | Parámetros climáticos promedio de San Antonio | Parámetros climáticos promedio de San Antonio | Parámetros climáticos promedio de San Antonio | Parámetros climáticos promedio de San Antonio | Parámetros climáticos promedio de San Antonio | Parámetros climáticos promedio de San Antonio | Parámetros climáticos promedio de San Antonio | Parámetros climáticos promedio de San Antonio | Parámetros climáticos promedio de San Antonio | Parámetros climáticos promedio de San Antonio | Parámetros climáticos promedio de San Antonio |
| Mes                                           | Ene.                                          | Feb.                                          | Mar.                                          | Abr.                                          | May.                                          | Jun.                                          | Jul.                                          | Ago.                                          | Sep.                                          | Oct.                                          | Nov.                                          | Dic.                                          | Anual                                         |
| --------------------------------------------- | --------------------------------------------- | --------------------------------------------- | --------------------------------------------- | --------------------------------------------- | --------------------------------------------- | --------------------------------------------- | --------------------------------------------- | --------------------------------------------- | --------------------------------------------- | --------------------------------------------- | --------------------------------------------- | --------------------------------------------- | --------------------------------------------- |
| Temp. media (°C)                              | 20                                            | 19                                            | 17                                            | 13                                            | 10                                            | 8                                             | 7                                             | 9                                             | 11                                            | 13                                            | 16                                            | 19                                            | 13.5                                          |
| Precipitación total (mm)                      | 1                                             | 1                                             | 4                                             | 13                                            | 58                                            | 80                                            | 70                                            | 51                                            | 24                                            | 13                                            | 6                                             | 4                                             | 325                                           |
| Fuente: Weatherbase                           |                                               |                                               |                                               |                                               |                                               |                                               |                                               |                                               |                                               |                                               |                                               |                                               |                                               |

### Hidrología
La comuna se halla entre las cuencas hidrográficas de Costeras entre el río Aconcagua y río Maipo y río Maipo. Además, la comuna posee diversos cuerpos de agua, entre los que se destacan la laguna de Llolleo, laguna El Piñeo, laguna El Sauce de San Antonio y laguna Miltil; y río Maipo.

## Medio ambiente

### Componentes bióticos

Trazado simplificado de los ecosistemas y cuerpos de agua presentes en la comuna de San Antonio.

Dentro del territorio de la comuna se pueden hallar los siguientes ecosistemas:
- Bosque esclerófilo mediterráneo costero donde predominan Cryptocarya alba y Peumus boldus (Vulnerable)
- Bosque esclerófilo mediterráneo costero donde predominan Lithrea caustica y Cryptocarya alba (Casi amenazado)
- Bosque espinoso mediterráneo costero donde predominan Acacia caven y Maytenus boaria (Vulnerable)

### Medidas de protección ambiental y conflictos socioambientales
Hasta 2022, la comuna de San Antonio cuenta con las siguientes zonas que poseen algún nivel de protección ambiental:
- Cerros limítrofes Melipilla-San Antonio (Sitios ERB)[14]
- Dunas de Santo Domingo -Llolleo (Sitios ERB)[15]
- Estuario Río Maipo (Sitios ERB)[16]
- río Maipo (Sitios ERB)[17]
- Santuario de la Naturaleza Humedal Río Maipo (Santuario de la Naturaleza)[18]

## Demografía

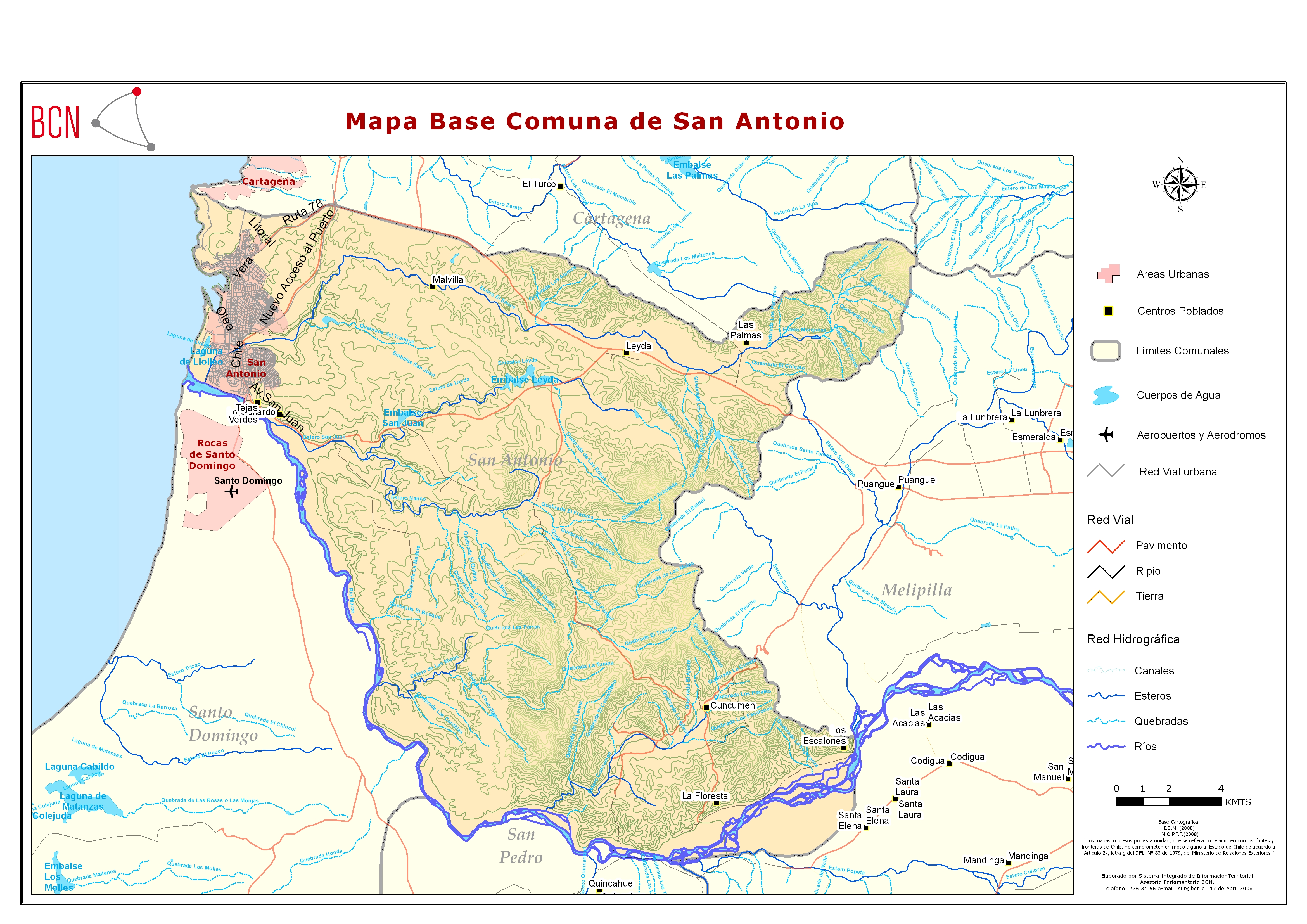
Mapa Base Comuna de San Antonio.

Según los datos recopilados por el censo 2012 (preliminar) del Instituto Nacional de Estadísticas (INE), la comuna posee una superficie de 405 km² y una población de 87 697 habitantes. El crecimiento de la población fue de un 1,1% (974 habitantes) entre los censos de 2002 y 2012.
Según el censo de 2002, la comuna tenía una población de 100 205 habitantes. Del total de la población de la comuna, 83 435 (95,7%) vive en zonas urbanas y 3770 (4,3%) vive en zonas rurales. La totalidad de la población urbana corresponde a la ciudad de San Antonio, incluyendo el sector de Llolleo; mientras que en los sectores rurales se pueden encontrar principalmente las aldeas de Cuncumén (509 habitantes) y Leyda (477 habitantes).

## Administración

### Municipalidad

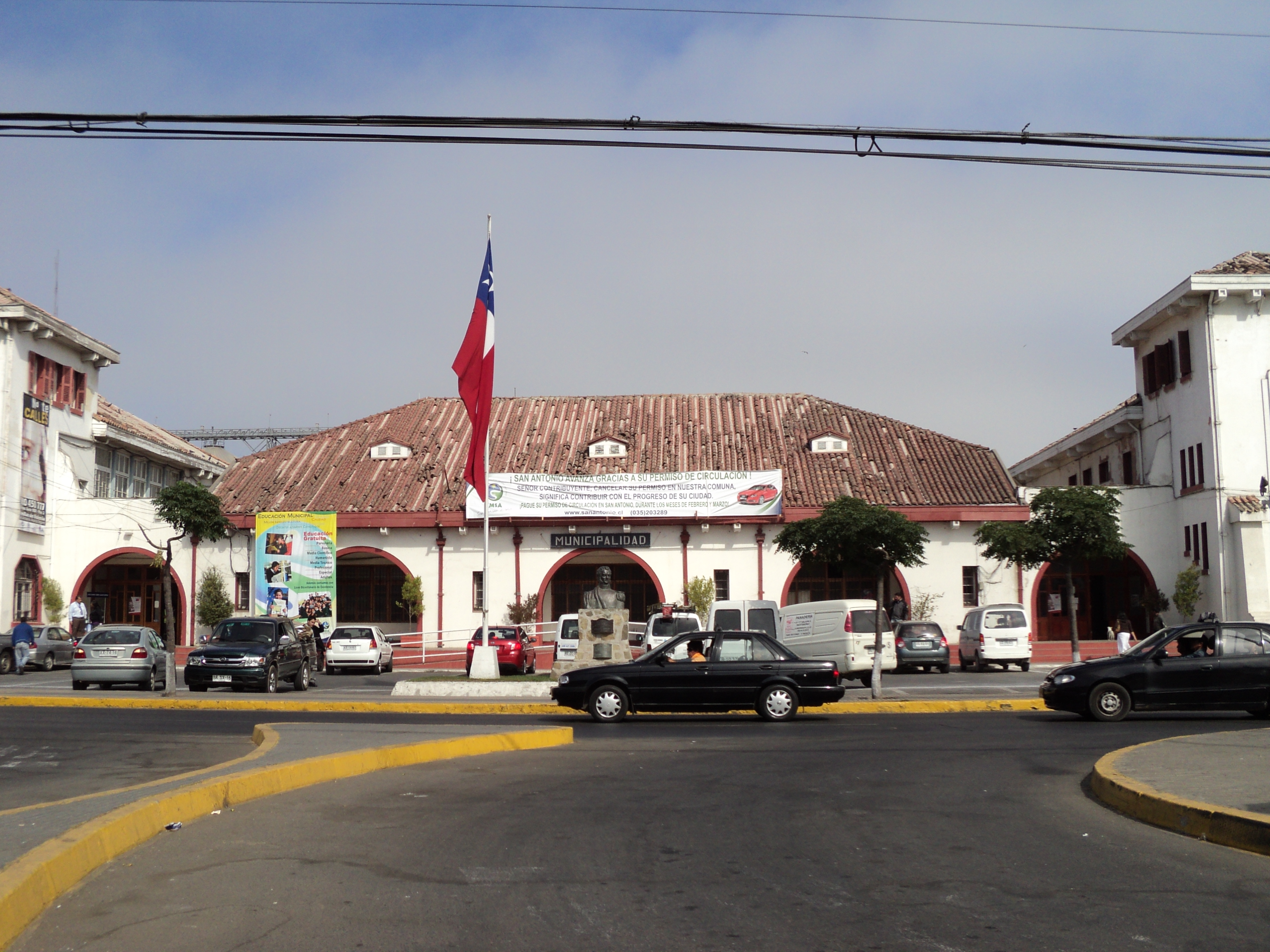
Municipalidad de San Antonio.

La Municipalidad de San Antonio para el periodo 2024-2028 es dirigida por el alcalde Omar Vera Castro (Independiente - Candidatura Independiente) y el concejo municipal conformado por los concejales:
- Danilo Rojas Barahona (RN)
- Edinson Rodrigo Henríquez Quezada (IND / RN)
- Manuel Palominos Pérez (REP)
- Manuel Meza Hinojosa (DC)
- Alexis Lizama Abarca (PR)
- José Manuel Ibarra Ibarra (IND - FA)
- Paola Améstica González (PS)
- Milko Alejandro Caracciolo Soto (PPC)

### Representación parlamentaria
San Antonio forma parte de la circunscripción senatorial VI y del distrito electoral 7. Es representada en la Cámara de Diputados del Congreso Nacional por los siguientes diputados:
- Andrés Celis Montt (Renovación Nacional)
- Hotuiti Teao Drago (IND - Evópoli)
- Tomás De Rementería Venegas (IND - Partido Socialista)
- Tomás Ignacio Lagomarsino Guzmán (IND - Partido Radical)
- Luis Fernando Sánchez Ossa (Partido Republicano De Chile)
- Jorge Brito Hasbún (Revolución Democrática)
- Camila Ruzlay Rojas Valderrama (Comunes)
- Luis Alberto Cuello Peña y Lillo (Partido Comunista de Chile)

En el Senado, la representan:
- Kenneth Pugh Olavarría (IND - RN)
- Francisco Chahuán Chahuán (Renovación Nacional)
- Ricardo Lagos Weber (PPD)
- Isabel Allende Bussi (PS)
- Juan Ignacio Latorre Riveros (RD)

## Economía
En 2018, la cantidad de empresas registradas en San Antonio fue de 2.097. El Índice de Complejidad Económica (ECI) en el mismo año fue de 0,79, mientras que las actividades económicas con mayor índice de Ventaja Comparativa Revelada (RCA) fueron Fabricación de Tanques, Depósitos y Recipientes de Metal (182,25), Alquiler de Transporte por Vía Acuática (94,34) y Fabricación de Recipientes de Gas Comprimido o Licuado (68,43).

### Puerto de San Antonio

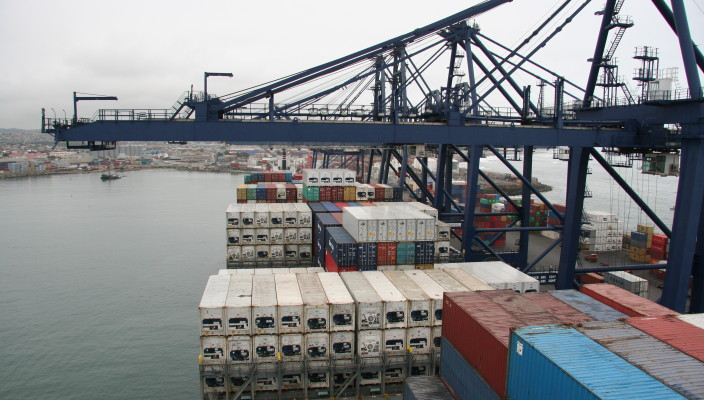
Descarga de contenedores en el puerto de San Antonio.

La principal fuente económica de la comuna es el puerto de San Antonio, que está emplazado en una bahía natural, denominada bahía de San Antonio, y protegido de los vientos del norte por el cerro Centinela.
El puerto comenzó a ser construido en 1910. El 5 de mayo de 1912, el presidente de Chile Ramón Barros Luco, a bordo de la Grúa 82, instaló la primera piedra de las obras del puerto. La Grúa 82 fue declarada Monumento Histórico Nacional el 20 de agosto de 1995.
El puerto de San Antonio posee cuatro terminales:
- Para carga general, denominada Espigones, administrado por Puerto Central (PCE) desde 2012.
- Para carga a granel, denominada Puerto Panul, a cargo de la empresa del mismo nombre.[26]
- Para químicos, denominada QC Terminales.[27]
- Altamente especializada en contenedores y ácido sulfúrico, a cargo de la empresa San Antonio Terminal Internacional (STI) que cuenta con la mayor dotación de grúas gantry en Chile.

Tuvo una transferencia de carga de 12,1 millones de t en 2009.
Durante la década de 2010, el conglomerado danés Maersk mantuvo en el sector de Malvilla una planta de contenedores refrigerados que llegó a tener 1.209 trabajadores, siendo la mayor inversión industrial en la zona (por alrededor de US$200 millones), pero que debió cerrar en 2018 debido a la sobreproducción global y a la dificultad para obtener insumos desde allí, a lo que se sumó una extensa huelga legal en 2017.

## Lugares de interés
La zona lanzará una ruta turística que tendrá gastronomía, con la emergente cocina regional sobre la base de mariscos y enología. Esta iniciativa está apoyada por el Programa Litoral de los Poetas de la CORFO. La nueva ruta, explica, unirá en un circuito a los productores locales, gastronómicos y a estas viñas boutique, como los viñedos Matetic, Casa Marín, Amayna, Hacienda San Juan, Lo Abarca y Malvilla. Y con el apoyo del Programa de Turismo de Intereses de Corfo en el último año, viñateros, empresarios gastronómicos y turísticos han iniciado un proceso de capacitaciones y asociatividad bajo el concepto de la buena mesa como identidad local.

"Somos en Chile el valle con las viñas más cercanas al mar y eso hace que sus vinos sean muy especiales, pero tenemos también una cocina regional emergente que antes grandes poetas aquí disfrutaron: lo que haremos es unir la buena mesa, la poesía y el mar en esta nueva ruta al turismo", dice  
Mercedes Somalo, directora del proyecto Vinos de Proa

### Atractivos turísticos

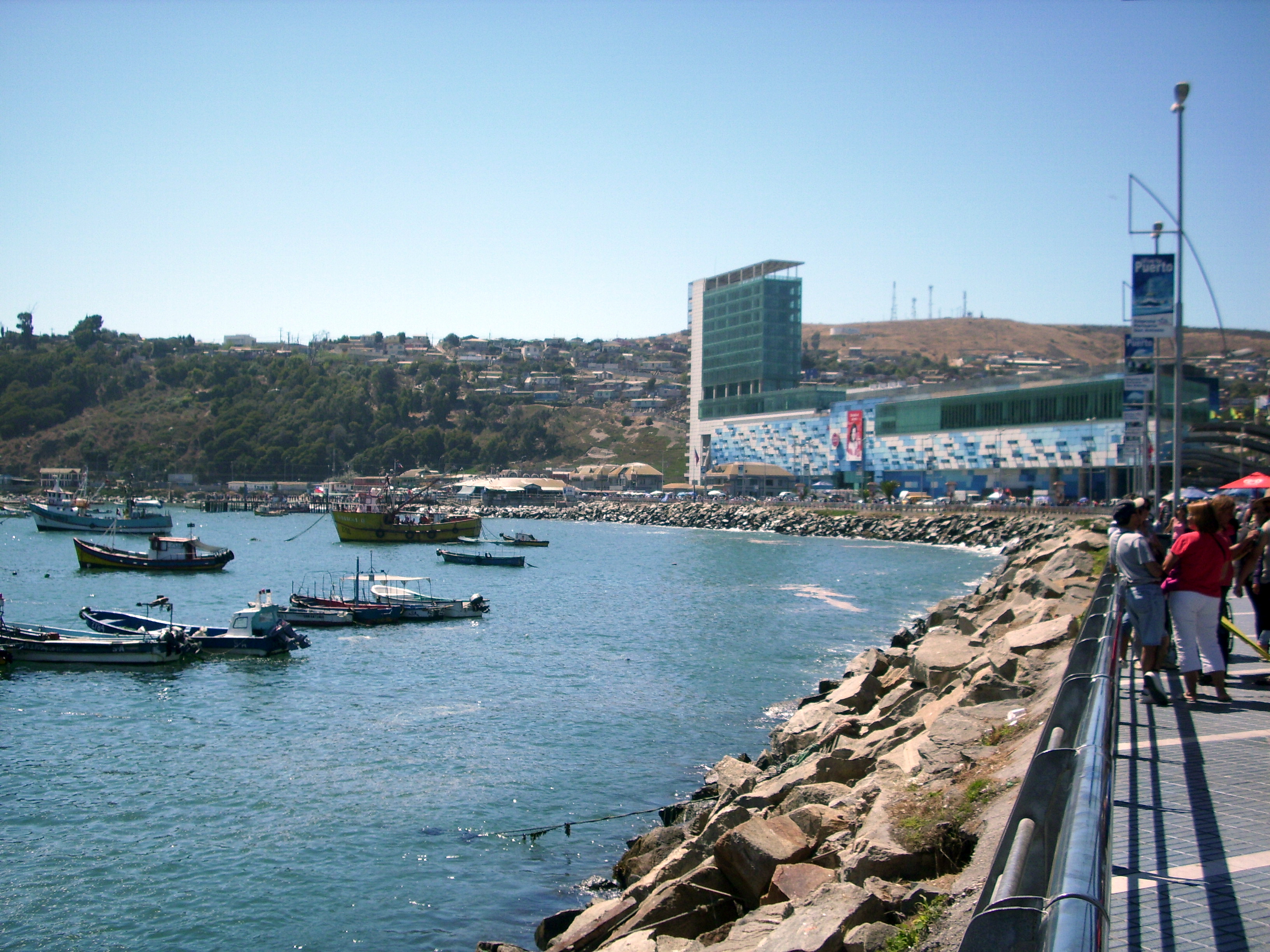
Paseo Bellamar, Puerto de San Antonio

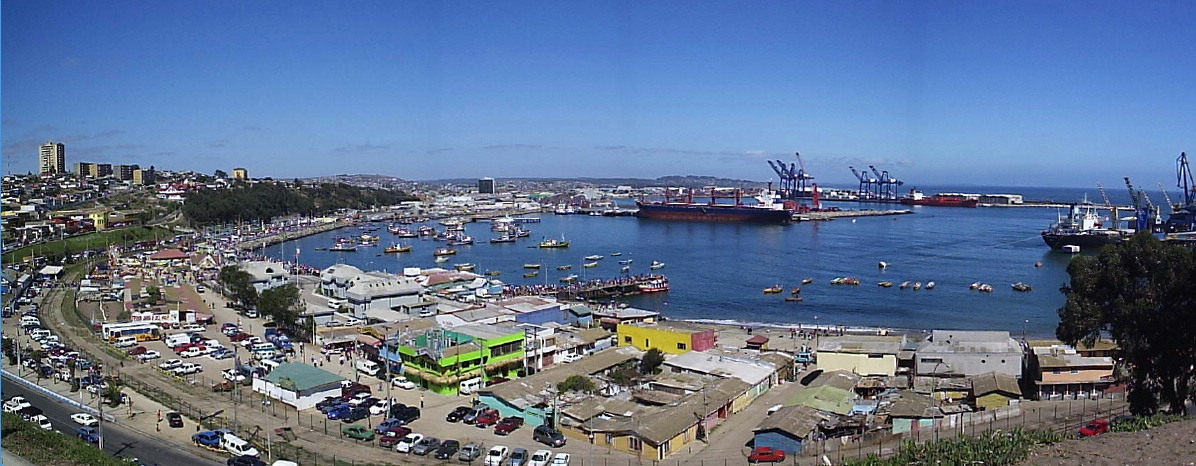
Panorámica del Puerto de San Antonio.

En la costanera de la ciudad de San Antonio se encuentran el paseo Bellamar, Mall Arauco San Antonio y el Casino del Pacífico, desde donde se pueden ver los barcos mercantes, la actividad pesquera y portuaria. Desde este lugar y en la caleta Pintor Pacheco Altamirano, nombrada así por el pintor del mismo nombre, se ofrecen paseos en lanchas por la bahía del puerto y la venta de pescados y mariscos en el Mercado pesquero de San Antonio. En este lugar se encuentra el monumento nacional Grúa 82 y es posible observar lobos marinos en los roqueríos del sector.
Otro atractivo es el Museo Municipal de Ciencias Naturales y Arqueología de San Antonio, con sus colecciones principalmente dedicadas a los nativos que vivieron en esta zona, al mar de Chile central y la vida silvestre de la zona. Este museo cuenta con grandes esqueletos de mamíferos marinos, entre ellos, el de una ballena azul, un jardín con especies nativas, acuarios y el Centro de Rescate y Rehabilitación de Fauna Silvestre. También es importante el mirador panorámico del cerro Cristo del Maipo, el cerro Centinela y el mirador de 21 de mayo.
En el sector de Llolleo, se pueden encontrar su plaza de armas, también conocida como La Plaza del Folclor, y el cerro mirador Cristo del Maipo.
El pueblo artesanal de Lo Gallardo, es también un importante atractivo; el río Maipo, con imponente desembocadura y la caleta de pescadores fluviales de la Boca del río; el embalse Leyda con abundantes aves acuáticas; y la aldea de Cuncumén, una localidad típica del campo chileno a orillas del río Maipo.

## Medios de comunicación
Dentro de las emisoras locales de televisión está Canal 2 de televisión ubicada en calle Patria, Barrancas y Girovisual Televisión ubicado en Isla Negra, ambos con cobertura en toda la provincia de San Antonio. Girovisual está asociado con los departamentos de prensa de CNN Chile. El diario más importante de la provincia de San Antonio es diario El Líder, perteneciente a la cadena de diarios regionales de El Mercurio. Este medio de comunicación tiene cobertura provincial; además cuenta con la página web www.soysanantonio.cl que es actualizada permanentemente los 365 días del año.

### Radio
FM
- 88.3 MHz Estilo FM
- 88.7 MHz Radioactiva
- 89.1 MHz Inicia Radio
- 89.7 MHz Radio Infinita
- 90.5 MHz Radio Carnaval
- 90.9 MHz Radio Disney
- 91.5 MHz ADN Radio Chile
- 92.3 MHz El Conquistador FM (Red Norte)
- 92.9 MHz Radio Mar Pacifico
- 93.3 MHz Radio Cooperativa
- 93.9 MHz Radio Armonía
- 94.3 MHz Corazón FM
- 94.7 MHz Radio Pudahuel
- 96.1 MHz Radio Integración
- 96.7 MHz Radio Costanera
- 98.3 MHz El Conquistador FM (Nacional)
- 99.1 MHz Radio 13c
- 100.3 MHz Radio Carolina
- 100.9 MHz FM Dos
- 101.3 MHz Chilena FM
- 101.9 MHz Sabor FM
- 102.5 MHz Positiva FM
- 103.1 MHz Sensación Costa
- 104.3 MHz Romántica FM
- 104.9 MHz La Bruja FM
- 106.1 MHz Radio Bío-Bío
- 107.1 MHz Radio Miel
- 107.9 MHz Radio Vida Nueva

AM
- 1520 kHz Radio Integración

### Televisión
TDT
- 2.1 - Canal 2 HD
- 2.2 - Video Música
- 2.3 - RT
- 8.1 - Chilevisión HD
- 8.2 - UChile TV
- 10.1 - Canal 13 HD
- 10.2 - T13 En Vivo
- 12.1 - TVN HD
- 12.2 - NTV
- 50.1 - TV Costa
- 50.2 - Sensación Costa TV
- 50.3 - VTV

Cable
- 9 - Canal 2 (VTR)
- 71 - Quintavisión (VTR)
- 101 - Girovisual Televisión (VTR)
- 781 - TV Costa (Mundo)

IPTV
- 178 - Canal 2 (Zapping)

## Deportes

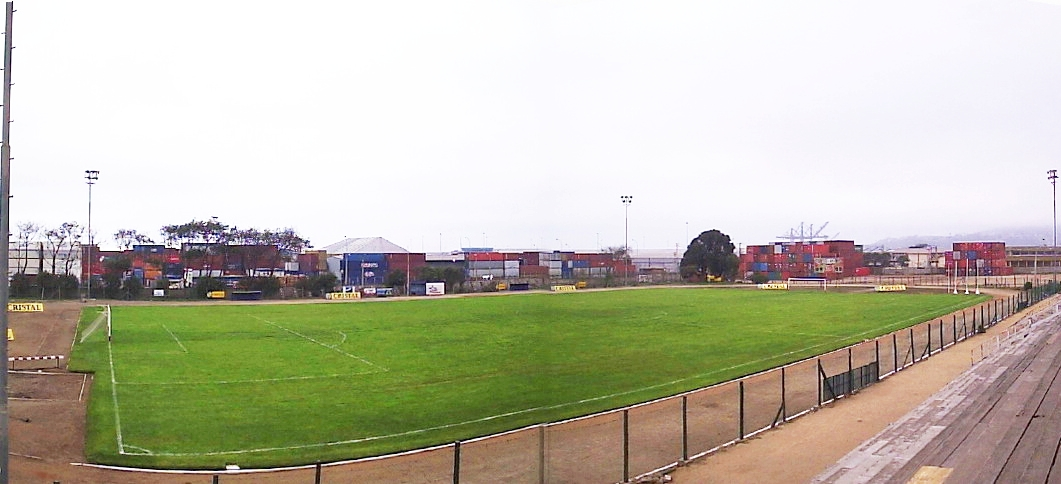
Estadio municipal San Antonio.

La comuna es representada en el Campeonato Nacional de segunda división de fútbol de Chile, por el Club Social y Deportivo San Antonio Unido (SAU), equipo que juega de local en el estadio municipal Doctor Olegario Henríquez Escalante. En el SAU, han actuado jugadores como César Vaccia, (entrenador de la Universidad de Chile entre los años 1999 y 2001) y Humberto "Chupete" Suazo (balón de oro al goleador de las competencias internacionales 2006 [cita requerida] de la IFFHS ). También es representado por la asociación de béisbol de San Antonio.

## Personas destacadas
-Dante León; Destacado jugador de voleibol en la ciudad de puerto Williams y posteriormente ganador de los juegos paralímpicos del año 1995 en la comuna de Quillota
-Iñaki Zuloaga; Amigo de Pablo Neruda y Federico García Lorca y benefactor de la municipalidad de San Antonio durante el año 1939. Arquitecto de la torre bioceanica en el año 1999